# 观音保 (科尔沁)
观音保（穆麟德轉寫：janggimboo，—1735年），博尔济吉特氏，科尔沁蒙古人，孝惠章皇后母家从孙。
雍正四年（1726年）十二月，理藩院侍郎额外侍郎观音保与雍正帝养女、废太子允礽第六女成婚。当年，妻子封和硕淑慎公主。雍正十三年（1735年）二月，额驸逝世。一女为循郡王永璋嫡福晋。